# Dorie Barton
Dorie L. Barton (eigentlich Dorothy Barton; * vor 1993) ist eine US-amerikanische Schauspielerin.

## Leben
Barton erlangte einen Abschluss am California Institute of the Arts.
Ihren ersten Fernsehauftritt hatte sie in der Serie Liebe, Lüge, Leidenschaft. Größere Serienrollen spielte sie als Tess Farraday in Männer ohne Nerven (1999–2000), Wendy in I’m with Her (2003–2004) und Ursula in Ave 43 (2012–2013). Sie hatte etliche weitere Auftritte in Fernsehserien, wie etwa in Vanishing Son (1995), Nowhere Man – Ohne Identität! (1996), Palm Beach-Duo (1999), Der Sentinel – Im Auge des Jägers (1999), CSI: Den Tätern auf der Spur (2001), Baby Bob (2002), Meine Frau, ihr Vater und ich (2002), Die Liga der Gerechten (2003), Out of Practice – Doktor, Single sucht … (2005), Cold Case – Kein Opfer ist je vergessen (2006) und The Mentalist (2011).
Filme, in denen sie spielte, sind unter anderem Delinquent’s Derby (1995), Do You Wanna Know a Secret? (2001), The Kidnapping of Chris Burden (2001), Liebe zum Dessert (2004), Meine Frau, ihre Schwiegereltern und ich (2004), Otis E. (2009) und God Bless America (2011).

## Filmografie (Auswahl)
- 1993–1994: Liebe, Lüge, Leidenschaft (One Life to Live, Fernsehserie)
- 1995: Delinquent’s Derby
- 1995: Vanishing Son (Fernsehserie, eine Folge)
- 1996: Nowhere Man – Ohne Identität! (Nowhere Man, Fernsehserie, eine Folge)
- 1997: Dark Skies – Tödliche Bedrohung (Dark Skies, Fernsehserie, eine Folge)
- 1999: Palm Beach-Duo (Silk Stalkings, Fernsehserie, eine Folge)
- 1999: Foreign Correspondents
- 1999: Der Sentinel – Im Auge des Jägers (The Sentinel, Fernsehserie, eine Folge)
- 1999–2000: Männer ohne Nerven (Stark Raving Mad, Fernsehserie, 20 Folgen)
- 2000: How to Marry a Billionaire: A Christmas Tale (Fernsehfilm)
- 2001: CSI: Den Tätern auf der Spur (CSI: Crime Scene Investigation, Fernsehserie, eine Folge)
- 2001: Do You Wanna Know a Secret?
- 2001: The Kidnapping of Chris Burden
- 2001: The Guardian – Retter mit Herz (The Guardian, Fernsehserie, eine Folge)
- 2001: Sabrina – Total Verhext! (Sabrina, the Teenage Witch, Fernsehserie, eine Folge)
- 2002: Baby Bob (Fernsehserie, zwei Folgen)
- 2002: Meine Frau, ihr Vater und ich (In-Laws, Fernsehserie, zwei Folgen)
- 2003: Down with Love – Zum Teufel mit der Liebe! (Down with Love)
- 2003: Martha, Inc.: The Story of Martha Stewart (Fernsehfilm)
- 2003: Die Liga der Gerechten (Justice League, Fernsehserie, zwei Folgen, Stimme)
- 2003: Angel – Jäger der Finsternis (Angel, Fernsehserie, eine Folge)
- 2003–2004: I’m with Her (Fernsehserie, vier Folgen)
- 2004: Liebe zum Dessert (Just Desserts, Fernsehfilm)
- 2004: Meine Frau, ihre Schwiegereltern und ich (Meet the Fockers)
- 2005: Strong Medicine: Zwei Ärztinnen wie Feuer und Eis (Strong Medicine, Fernsehserie, eine Folge)
- 2005: Verliebt in eine Hexe (Bewitched)
- 2005: Freddie (Fernsehserie, eine Folge)
- 2005: Out of Practice – Doktor, Single sucht … (Out of Practice, Fernsehserie, eine Folge)
- 2006: What I Did for Love (Fernsehfilm)
- 2006: Verbraten und Verkauft (Grilled)
- 2006: Cold Case – Kein Opfer ist je vergessen (Cold Case, Fernsehserie, eine Folge)
- 2008: The Nanny Express (Fernsehfilm)
- 2009: Verrückt nach Steve (All About Steve)
- 2009: Otis E.
- 2011: God Bless America
- 2011: The Mentalist (Fernsehserie, eine Folge)
- 2012–2013: Ave 43 (Fernsehserie, sieben Folgen)